# Gentiana sagarmathae
Gentiana sagarmathae là một loài thực vật có hoa trong họ Long đởm. Loài này được Miyam. & H.Ohba mô tả khoa học đầu tiên năm 1996.